# Адикаевский, Алексей Семёнович
 Алексей Семёнович Адикаевский  (1838—1898) — участник Крымской войны, тайный советник, член Санкт-Петербургского ветеринарного комитета.

## Биография
Действительный член Санкт-Петербургского ветеринарного комитета. Из дворян. Родился 20 марта 1838 года в Пензе. Окончив курс в Пензенской губернской гимназии, с правом на чин 14-го класса, вступил в службу в 1853 году в Пензенскую палату гражданского суда. В мае 1855 года определен прапорщиком в пензенское ополчение, с которым он находился в крымской кампании по 8 апреля 1856 года. В течение 10 лет после этого служил офицером во Владимирском пехотном полку. В 1866 году в чине штабс-капитана причислен к министерству внутренних дел, с откомандированием для занятии в департамент общих дел, в течение двух лет слушал лекции в Санкт-Петербургском университете. В 1869 году переведен на службу в ветеринарное отделение. В 1881 году в чине статского советника, назначен управляющим делопроизводителем ветеринарного отделения.
В 1884 году произведен в чин действительного статского советника. В 1885 году избран и утвержден совещательным членом ветеринарного комитета. В 1890-91 неоднократно исполнял обязанности председателя ветеринарного комитета. С 1892 года временно исполнял должность председателя этого комитета.
Умер в 1 апреля1898 году. Похоронен на кладбища Спасо-Преображенского монастыря 1. в Пензе